# Ван Холт, Брайан
Брайан Ван Холт (англ. Brian Van Holt; род. 6 июля 1969, Уокиган, Иллинойс) — американский актёр кино и телевидения.

## Биография
Брайан Ван Холт вырос в калифорнийском Хантингтон-Бич. Несмотря на голландскую фамилию, имеет шотландские и ирландские корни. Младший ребёнок и единственный сын в семье. С раннего детства занимался сёрфингом. Окончил Калифорнийский университет Лос-Анджелеса, где изучал социологию и психологию. Работал фотомоделью, затем снимался в телевизионных проектах.
После нескольких эпизодических ролей в телевизионных сериалах («Секс в большом городе») Брайан Ван Холт получил известность благодаря участию в фильме «Чёрный ястреб» (2001 г.).
В фильме «Говорящие с ветром» (2002 г.) он сыграл рядового Хэрригана, а год спустя был приглашён в «S.W.A.T. Спецназ города Ангелов».
За свою роль в фильме «Дом восковых фигур» (2005 г.) Ван Холт номинировался на премию «Teen Choice Awards».
В 2009—2015 годах снимался в ситкоме «Город хищниц» в роли бывшего мужа Джулс Кобб Бобби Кобба.
В 2013—2014 годах снимался в сериале «Мост» совместно с Дианой Крюгер и Демианом Бичиром.
В 2018 году сыграл одного из брутальных членов команды федерального маршала в детективе «Охота на воров» вместе с Джерардом Батлером.
С 2020 года снимается в телесериале «Маршал».
В 2023 году Ван Холт ещё раз сыграл детектива. В криминальном триллере «Список подозреваемых» на съёмочной площадке, как и в «Охоте…», он вновь встретился с 50 Cent.